# Coutinhoite
La coutinhoite è un minerale.